# Patu vitiensis
Patu vitiensis är en spindelart som beskrevs av Marples 1951. Patu vitiensis ingår i släktet Patu och familjen Symphytognathidae.
Artens utbredningsområde är Fiji. Inga underarter finns listade i Catalogue of Life.